# Террі Гудкайнд
Террі Лі Гудкайнд (англ. Terry Lee Goodkind, 11 січня 1948 – 17 вересня 2020) — американський письменник. Став відомим завдяки серії книг у жанрі епічне фентезі «Меч істини», а також сучасним романом-трилером «Закон дев’ятки» (2009), який пов’язаний із його фентезі-серіалом. Серія «Меч істини» розійшлася тиражем у 25 мільйонів копій по всьому світу та була перекладена більш ніж 20 мовами. Крім того, за мотивами перших двох книг циклу «Меч істини» був знятий телевізійний серіал під назвою «Легенда про шукача», прем’єра якого відбулася 1 листопада 2008 року та тривала два сезони до травня 2010 року.
Гудкайнд був прихильником філософського підходу Айн Ренд до об’єктивізму і посилався на ідеї та романи Ренд у своїх творах.

## Ранні роки
Террі Гудкайнд народився в 1948 році у місті Омаха, штат Небраска. Через те, що він страждав на дислексію, він мало цікавився школою, і тому не мав формальної освіти після закінчення середньої школи. У 1983 році Гудкайнд разом зі своєю дружиною Джері переїхав до будинку, який він побудував у штаті Мен, а пізніше зробив свою резиденцію на узбережжі озера Лас-Вегас, штат Невада, своїм основним домом.
Дислексія Гудкайнда спочатку відмовила не сприяла до будь-якого інтересу до письменства. До того, як розпочати свою кар’єру письменника, Гудкайнд був теслярем,  виготовляв кабінети та скрипки, а також був художником морської та дикої природи, продавав свої картини в галереях. У 1993 році, під час будівництва будинку для нього та Джері на лісистому острові Маунт-Дезерт, біля узбережжя штату Мен, він почав писати свій перший роман «Перше правило чарівника», і його письменницька кар’єра почалася з його публікації в 1994 році.

## Кар'єра
Перша книга Гудкайнда «Перше правило чарівника» була виставлена на аукціон групі з трьох видавців у 1994 році та продана за рекордну ціну в 275 000 доларів. Згодом він опублікував 16 інших романів і одну повість. Усі його книги, за винятком «Камня сліз» і «Першого правила чарівника», потрапили в список бестселерів New York Times. З його останніх романів «Вогняний ланцюг» дебютував під номером 3 у січні 2005 року; «Привід» на 1 місці у серпні 2006 року; і «Сповідниця» на 2 у листопаді 2007 року.
12 книг Гудкайнда з серії «Меч істини» розійшлися тиражем у 25 мільйонів примірників і були перекладені більш ніж 20 мовами.
Деякі політичні погляди Гудкайнда спровокували суперечки, зокрема присвята його роману «Стовпи творіння» (2001):
To the people in the United States Intelligence Community, who, for decades, have valiantly fought to preserve life and liberty, while being ridiculed, condemned, demonized, and shackled by the jackals of evil.
Дон Д'Аммаса описав Гудкайнда як частину «множини абсолютно нових письменників [без] попереднього досвіду написання художньої літератури, але які могли створювати одну велику епопею за одною». Роберт Іглстоун описав його книги як «депресивне чтиво» через всеосяжний цинізм серіалу, слабкість якого полягає в тому, що героїчні персонажі приємні лише в порівнянні з абсолютно вбивчими лиходіями.
У червні 2008 року Террі Гудкайнд підписав контракт на публікацію трьох популярних романів із GP Putnam's Sons/Penguin Books. Перший із цих романів під назвою «Закон дев’яток» вийшов 18 серпня 2009 року.
У квітні 2010 року Гудкайнд підписав контракт на публікацію ще трьох романів з Tor Books, перший з яких повертався до світу та героїв серії «Меч істини». 16 серпня 2011 року видавництво Tor Books опублікувало перший новий роман The Omen Machine. 2 липня 2012 року Goodkind опублікував другий новий роман «Перша сповідниця: легенда про Магду Сірус». Наступного ранку книга посіла 28 місце в списку бестселерів Kindle. Tor Books випустив продовження Omen Machine, The Third Kingdom, 20 серпня 2013 року та третій роман, Sered Souls, який продовжується там, де Третє Королівство закінчилося, 5 серпня 2014 року.
У січні 2017 року вийшов найновіший роман Гудкайнда з серії «Меч істини» під назвою «Коханка смерті».
У січні 2019 року Гудкайнд анонсував продовження серії «Меч істини» під назвою «The Scribly Man».

## Жанр і впливи
Гудкінд сприймав свої романи як щось більше, ніж просто традиційне фентезі, оскільки вони зосереджені на філософських і людських темах. Гудкайнд вважав, що використання жанру фентезі дозволяє йому краще розповідати свої історії та краще передавати людські теми та емоції, якими він хотів би поділитися з читачами.
Про реальне натхнення персонажів Річарда та Келен Гудкайнд сказав: «Таких людей не було. Я створив їх обох. Я хотів, щоб вони були такими людьми, на яких я рівняюся».
На Гудкайнда вплинули творчість Айн Ренд і об’єктивістська філософія. Пишучи про серіал в журналі Товариства Атласу, Віллам Перрі стверджує, що «персонажі, сюжети та теми Гудкайнда... перебувають під явним і прямим впливом творчості Ренд, а герої книги час від часу посилаються на принципи об’єктивізму». Перрі зазначає, що об’єктивістські теми стають найбільш очевидними у «Вірі полеглих», що зробило роман суперечливим серед шанувальників Гудкайнда; крім того, роман містить кілька сцен, які перегукуються з сюжетами книг Ренд «Джерело» (1943) і «Атлант розправив плечі» (1957).

## Особисте життя і смерть
Гудкайнд брав участь у різних формах аматорських і напівпрофесійних автоперегонів і керував гоночним автомобілем Radical SR8 SM-500 для своєї власної команди Rahl Racing[джерело?].
Гудкайнд помер 17 вересня 2020 року. Причина смерті не повідомлялася.

## Опубліковані роботи

### Меч Істини
Арка №1 Даркен Рал
- №1 – Перше правило чарівника (1994)
- #2 – Камінь сліз (1995)

Арка №2 – Імперський Орден
- #3 – Кров пастви (1996)
- #4 – Храм вітрів (1997)
- #4.5 – Борг кісток (спочатку опубліковано в Legends (1998), окрема версія в 2001)
- №5 – Душа вогню (1999)
- №6 – Віра полеглих (2000)

Арка №3 – Первісно бездарні
- #7 – Стовпи творіння (2002)
- #8 – Оголена імперія (2003)

Арка №4 – Вогняний ланцюг
- #9 – Вогняний ланцюг (2005)
- #10 – Привид (2006)
- #11 – Сповідник (2007)

Арка №5 – Темні землі
- #12 – Машина передбачень (2011)
- №13 – перша сповідниця: Легенда про Магду Сірус (2012) (роман-приквел)
- №14 – Третє царство (2013)
- #15 – Розділені душі (2014)
- #16 – Серце війни (2015)

#### Хроніки Ніккі
1. Коханка смерті (2017)
2. Плащаниця вічності (2018)
3. Облога каменю (2018)
4. Серце чорного льоду (2020)

#### Діти Д'Хари
1. Скряблюва людина (2019)
2. Ненависні речі (2019)
3. Пустка (2019)
4. Відьмина клятва (2020)
5. У темряву (2020)
6. Діти Д'Хари (2021)

### Анджела Константін / Джек Рейнс
- Гніздо (2016)
- Проблемна дитина (2018)
- Дівчина на Місяці (2018)
- Божевільна Ванда (2018)

### Сучасні романи поза циклами
- Закон дев'яток (2009)
- Небесні люди (2019)

### Інші медіа
24 липня 2006 року було оголошено, що серія книг «Меч істини» буде адаптована як телевізійний мінісеріал, продюсований Семом Реймі та Джошуа Доненом. Зрештою серіал назвали «Легенда про шукача», щоб відрізнити її від романів і дозволити епізодичний формат самодостатніх історій, які вийшли за межі першої книги. Сем Реймі, Роберт Таперт, Кен Біллер і Нед Налле виступили виконавчими продюсерами серіалу, який розповсюджує ABC Studios. Перший епізод вийшов 1 листопада 2008 року, і шоу тривало два сезони до його скасування в травні 2010 року.